# Tokyo International Women’s Marathon
Der Tokyo International Women’s Marathon (jap. 東京国際女子マラソン Tōkyō Kokusai Joshi Marason) war ein Marathon-Eliterennen für Frauen, das von 1979 bis 2008 im November in Tokio stattfand.
Nach der 30. Austragung wurde der Wettbewerb in seiner bisherigen Form eingestellt, da der seit 2007 stattfindende Tokio-Marathon Läufern beider Geschlechter offensteht und der Aufwand für zwei jährlich in Tokio stattfindende Stadtmarathons zu groß geworden war. Die Veranstaltung wird durch einen Elitemarathon für Frauen in Yokohama ersetzt, dessen Erstaustragung für den 15. November 2009 angesetzt war.

## Statistik

### Streckenrekord
- 2:21:37, Mizuki Noguchi (JPN), 2007

### Siegerinnen
| Datum         | Siegerin               | Nation                          | Zeit    |
| ------------- | ---------------------- | ------------------------------- | ------- |
| 16. Nov. 2008 | Yoshimi Ozaki          | Japan                           | 2:23:30 |
| 18. Nov. 2007 | Mizuki Noguchi         | Japan                           | 2:21:37 |
| 19. Nov. 2006 | Reiko Tosa             | Japan                           | 2:26:15 |
| 20. Nov. 2005 | Naoko Takahashi        | Japan                           | 2:24:39 |
| 21. Nov. 2004 | Bruna Genovese         | Italien                         | 2:26:34 |
| 16. Nov. 2003 | Elfenesh Alemu         | Äthiopien                       | 2:24:47 |
| 17. Nov. 2002 | Banuelia Mrashani      | Tansania                        | 2:24:59 |
| 18. Nov. 2001 | Derartu Tulu           | Äthiopien                       | 2:25:08 |
| 19. Nov. 2000 | Joyce Chepchumba       | Kenia                           | 2:24:02 |
| 21. Nov. 1999 | Eri Yamaguchi          | Japan                           | 2:22:12 |
| 15. Nov. 1998 | Junko Asari -2-        | Japan                           | 2:28:29 |
| 30. Nov. 1997 | Makiko Itō             | Japan                           | 2:27:45 |
| 17. Nov. 1996 | Nobuko Fujimura        | Japan                           | 2:28:58 |
| 19. Nov. 1995 | Junko Asari            | Japan                           | 2:28:46 |
| 20. Nov. 1994 | Walentina Jegorowa -2- | Russland                        | 2:30:09 |
| 21. Nov. 1993 | Walentina Jegorowa     | Russland                        | 2:26:40 |
| 15. Nov. 1992 | Liz McColgan           | Vereinigtes Königreich          | 2:27:38 |
| 17. Nov. 1991 | Mari Tanigawa          | Japan                           | 2:31:27 |
| 9. Dez. 1990  | Xie Lihua              | Volksrepublik China             | 2:33:04 |
| 19. Nov. 1989 | Ljubow Klotschko       | Sowjetunion                     | 2:31:33 |
| 20. Nov. 1988 | Aurora Cunha           | Portugal                        | 2:31:26 |
| 15. Nov. 1987 | Katrin Dörre -3-       | Deutsche Demokratische Republik | 2:25:24 |
| 16. Nov. 1986 | Rosa Mota              | Portugal                        | 2:27:15 |
| 17. Nov. 1985 | Katrin Dörre -2-       | Deutsche Demokratische Republik | 2:34:21 |
| 18. Nov. 1984 | Katrin Dörre           | Deutsche Demokratische Republik | 2:33:23 |
| 20. Nov. 1983 | Nanae Sasaki           | Japan                           | 2:37:09 |
| 14. Nov. 1982 | Soja Iwanowa           | Sowjetunion                     | 2:34:26 |
| 15. Nov. 1981 | Linda Staudt           | Kanada                          | 2:34:28 |
| 16. Nov. 1980 | Joyce Smith -2-        | Vereinigtes Königreich          | 2:30:27 |
| 18. Nov. 1979 | Joyce Smith            | Vereinigtes Königreich          | 2:37:48 |